# Samsung
Samsunggruppen (hangul: 삼성그룹, Samsung = Tre stjärnor på koreanska) är Sydkoreas största chaebol och en av världens största företagsgrupperingar. Den består av ett stort antal företag, däribland Samsung Electronics, Samsung Heavy Industries och Samsung Engineering & Construction. Själva Samsung grundades 1938 av Lee Byung-chul (företaget ägnade sig från början åt livsmedelshandel och produktion av nudlar), och högkvarteret ligger i Seocho Samsung Town i Seoul, Sydkorea. Företagets VD och styrelseordförande är Lee Kun-hee. 
Samsung är världsledande inom 60 produkter. 2012 blev företaget världens största leverantör av mobiltelefoner när det passerade Nokia, och är än idag världens största tillverkare när det gäller antalet sålda telefoner.

## Samsung Electronics
Samsung Electronics grundades 1969 i Suwon och är en världsledande elektroniktillverkare. Det är ett av världens största elektronikföretag med nästan 370 000 anställda (2013) i cirka 80 länder. Samsung har höjt varumärkets värde med cirka 25 procent under åren 2010–2013. I norra Europa är företaget aktivt sedan 1992, och idag har man cirka 320 anställda där. 

### Apple Inc VS Samsung Electronics
I augusti 2012 dömdes Samsung i en domstol i Kalifornien till att böta 1 miljarder USD till Apple för patentintrång

### Produkter (urval)
- CD-spelare/blu-ray/DVD-spelare
- Hårddiskar
- Faxar, skrivare
- Kylskåp, mikrovågsugnar, tvättmaskiner
- MP3-spelare
- Datorer, datorminnen
- CRT-, LCD- och plasmaskärmar
- Mobiltelefoner (Samsung Galaxy-serien)
- Video- och digitalkameror
- TV